# Mes plus grands succès
Mes plus grands succès est une compilation en deux volumes de la chanteuse française Mireille Mathieu sortie au Canada en 2000.

## Volume 1
Albums de Mireille Mathieu
Mes plus belles chansons d'amour
(1995) Mes plus grands succès Volume 2
(2006)
Mes plus grands succès Volume 1 est une compilation de la chanteuse française Mireille Mathieu sorti au Canada en 2000.

### Chansons de la compilation
1. Mon credo (André Pascal/Paul Mauriat)
2. Un homme et une femme (Pierre Barouh/Francis Lai)
3. Santa Maria de la Mer (Eddy Marnay/Christian Bruhn)
4. Acropolis Adieu (Catherine Desage/Christian Bruhn)
5. Donne ton cœur, donne ta vie (Patricia Carli)
6. Ce soir, ils vont s'aimer (Pierre André Dousset/Christian Gaubert)
7. Mille Colombes (Eddy Marnay/Christian Bruhn)
8. Une femme amoureuse (Eddy Marnay/Robin Gibb/Barry Gibb)
9. Je ne suis rien sans toi (André Pascal/Les Reed)
10. La Paloma Adieu (Catherine Desage/Yradier)
11. La Dernière Valse (Hubert Ithier/Les Reed)
12. Les Bicyclettes de Belsize (Hubert Ithier/Barry Mason/Les Reed)
13. On ne vit pas sans se dire adieu (H. Djian/Zacar)
14. Je t'aime avec ma peau (Catherine Desage/Francis Lai)
15. Reste avec moi
16. New-York, New-York (Eddy Marnay/F. Ebb/John Kander)

## Volume 2
Albums de Mireille Mathieu
Mes plus grands succès Volume 1
(2000) Mes plus belles émotions
(2006)
Mes plus grands succès Volume 2 est une compilation de la chanteuse française Mireille Mathieu sorti au Canada en 2000.

### Chansons de la compilation
1. La Première Étoile (André Pascal/Paul Mauriat)
2. Comme avant (avec Paul Anka) (Paul Anka/Eddy Marnay)
3. Pardonne-moi ce caprice d'enfant (Patricia Carli)
4. Et je t'aime (Ballade pour Adeline) (Eddy Marnay/Paul de Senneville)
5. Il a neigé sur Mykonos (Eddy Marnay/Alain Morisod)
6. Tous les enfants chantent avec moi (Eddy Marnay/Bobby Goldsboro)
7. Ma délivrance (Eddy Marnay/Steven Tracey)
8. La Paloma reviens (Eddy Marnay/Yradier)
9. Je veux l'aimer (Eddy Marnay/Frank Widling)
10. Tu n'as pas quitté mon cœur (Eddy Marnay/W. Thompson/M. James/J. Christopher)
11. Amour défendu (Eddy Marnay)
12. Qu'elle est belle (Pierre Delanoé/Richard Ahlert/Eddie Snyder)
13. Nos souvenirs (Eddy Marnay/T. S. Elliot/T. nunn/A. Lloyd Webber)
14. Trois milliards de gens sur Terre (Eddy Marnay/William Steffe)
15. Toi et moi (M. Ressi/Conte)
16. Ne les dérangez pas
17. Pourquoi le monde est sans amour (Jean Schmitt/Patricia Carli)